# Flagge Aserbaidschans
Die Flagge Aserbaidschans wurde am 5. Februar 1990 durch den damaligen Obersten Sowjet der Aserbaidschanischen Republik eingeführt. Das Design der Nationalflagge wurde weitgehend von der Flagge der Demokratischen Republik Aserbaidschan übernommen, das unwesentlich abgeändert wurde. So wurde beispielsweise das Seitenverhältnis von 2:3 auf 1:2 verändert, was der sowjetischen Flaggentradition entspricht. Der 9. November, an dem 1918 erstmals die Flagge eingeführt wurde, ist nach einem präsidialen Dekret von 2009 der Nationale Flaggentag.

## Beschreibung und Bedeutung

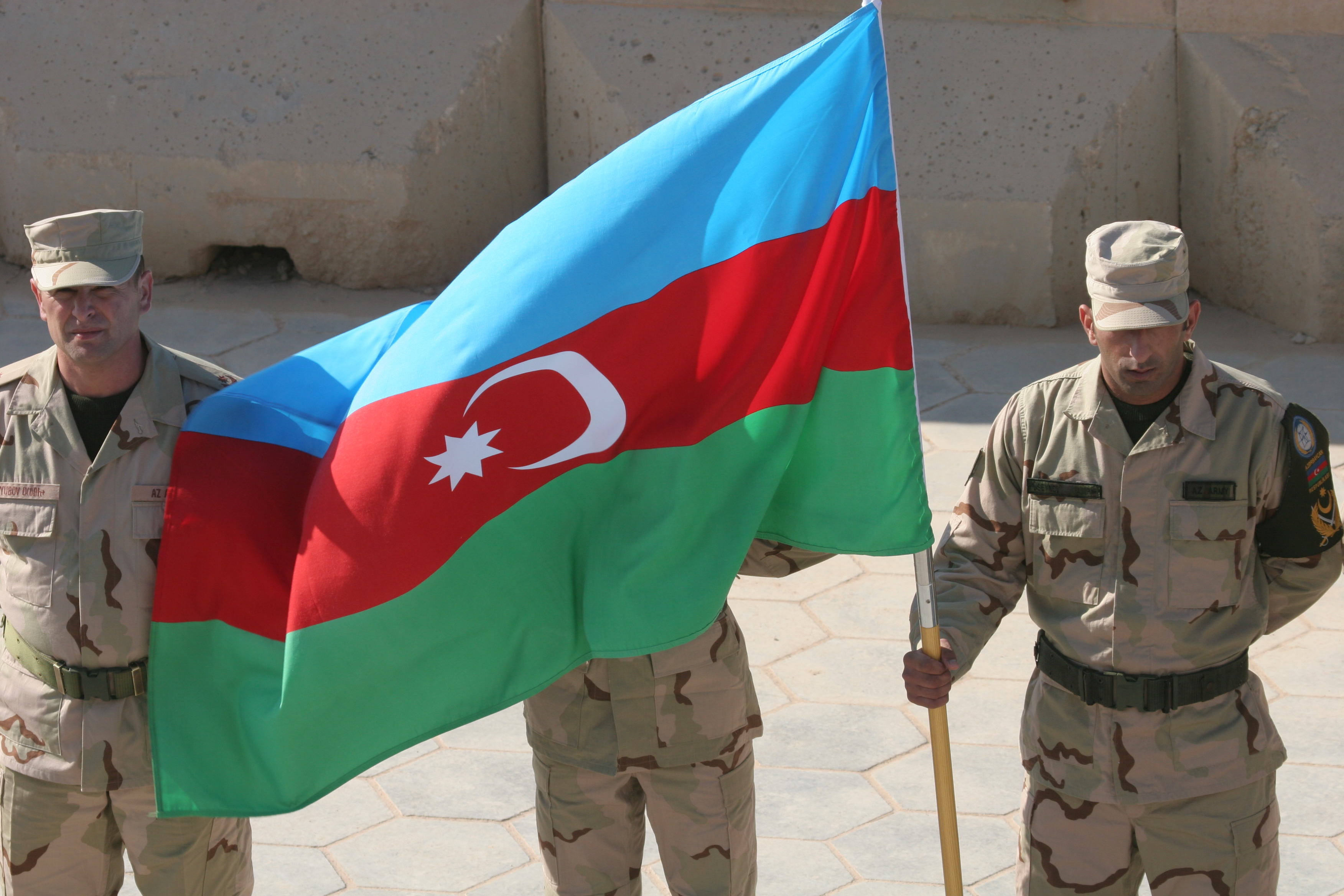
Aserbaidschanische Soldaten im Irak 2008 mit der Nationalflagge

Als Nationalflagge führt die Republik Aserbaidschan ein blau-rot-grün waagerecht geteiltes Tuch, in dessen mittleren Streifen ein weißer Halbmond und ein achtzackiger Stern dargestellt ist.

### Demokratische Republik Aserbaidschan
In der Demokratischen Republik Aserbaidschan hatten die drei Farben sowie der Halbmond und der achtzackige Stern folgende Bedeutung;
- Blau: Symbol für die Zugehörigkeit der Aserbaidschaner zu den Turkvölkern.
- Rot: Symbol für die fortlaufende Entwicklung der aserbaidschanischen Kultur.
- Grün: Symbol für den Islam.
- Halbmond: Ein weiteres Symbol des Islam. Dieser wurde der türkischen Flagge entlehnt.
- Stern: Symbol für die acht perso-arabischen Buchstaben, mit denen der Name Aserbaidschan geschrieben wurde.

### Republik Aserbaidschan

Die Präsidentenflagge mit dem Staatswappen

In der heutigen Republik Aserbaidschan haben Farben, Halbmond und Stern diese Bedeutungen:
- Blau: Symbol für die Freiheit Aserbaidschans, die sich durch den grenzenlosen weiten Himmel über dem Land manifestiert.
- Rot: Symbol für das gegenwärtige Leben der Aserbaidschaner.
- Grün: Symbol für die Zukunft Aserbaidschans, die sich in der Natur des Landes manifestiert.
- Halbmond: Symbol für die vorherrschende Religion des Landes, den Islam.
- Stern: Symbol der acht turkstämmigen Völker, aus denen sich im Laufe der Jahrhunderte die heutige aserbaidschanische Nation gebildet hat:

1. Aserbaidschaner: Diese bilden das eigentliche Staatsvolk der Republik Aserbaidschan. Sie bilden im benachbarten Iran die größte turksprachige Minderheit.
2. Osmanen: Die osmanischen Türken herrschten im 16. Jahrhundert kurzfristig über Aserbaidschan. Sie sind die engsten Sprachverwandten der Aserbaidschaner.
3. Turkmenen: Turkmenische Stämme gaben dem einst iranischgeprägten Kulturraum die heutige Turksprache.  Die Ansiedlung turkmenischer Bevölkerungsgruppen im heutigen Aserbaidschan erfolgte über Jahrhunderte hindurch in mehreren Phasen.
4. Seldschuken: Diese waren als Oghusen die direkten Vorfahren der heutigen Turkvölker in Anatolien und Aserbaidschan. Die Aserbaidschaner sehen in ihnen einen der ihnen vorhergegangenen Stämme.
5. Kiptschaken: Diese turksprachigen Nomaden waren in der Kaukasusregion eine der damals vorherrschenden Ethnien. Ihr damaliges Reich endete am Großen Kaukasus und sie gelten dort als Vorläufer der Seldschuken.
6. Tataren: Diese hielten die Verbindung der in Aserbaidschan lebenden Mongolen mit den turksprachigen Stämmen der mongolischen Nachfolgereiche aufrecht. Diese wurden im Mittelalter stark vom damaligen Aserbaidschanischen beeinflusst, das dort als bedeutende Verkehrssprache verwendet wurde.
7. Jagatai: Diese stehen für die Dynastie des Hülegü. Der Name bezieht sich auf die mongolische Dynastie, die sich von Tschagatai Khan ableitete. Diese turksprachigen Nomaden ließen sich vor allem in der heutigen iranischen Region Aserbaidschan nieder und verbanden sich dort endgültig mit der persischen Kultur.
8. Kasachen: Ein turksprachiges Nomadenvolk, das ursprünglich in der georgischen Borcali-Region siedelte. Es zog später größtenteils nach Norden und ließ sich in der Kaspischen Senke nieder. Dort bildeten sie einen Clan der Nogaier-Tataren, die dort das Khanat Astrachan gründeten und zeitweilig die westkasachischen Gebiete bis zum Aralsee beherrschten.

## Geschichte

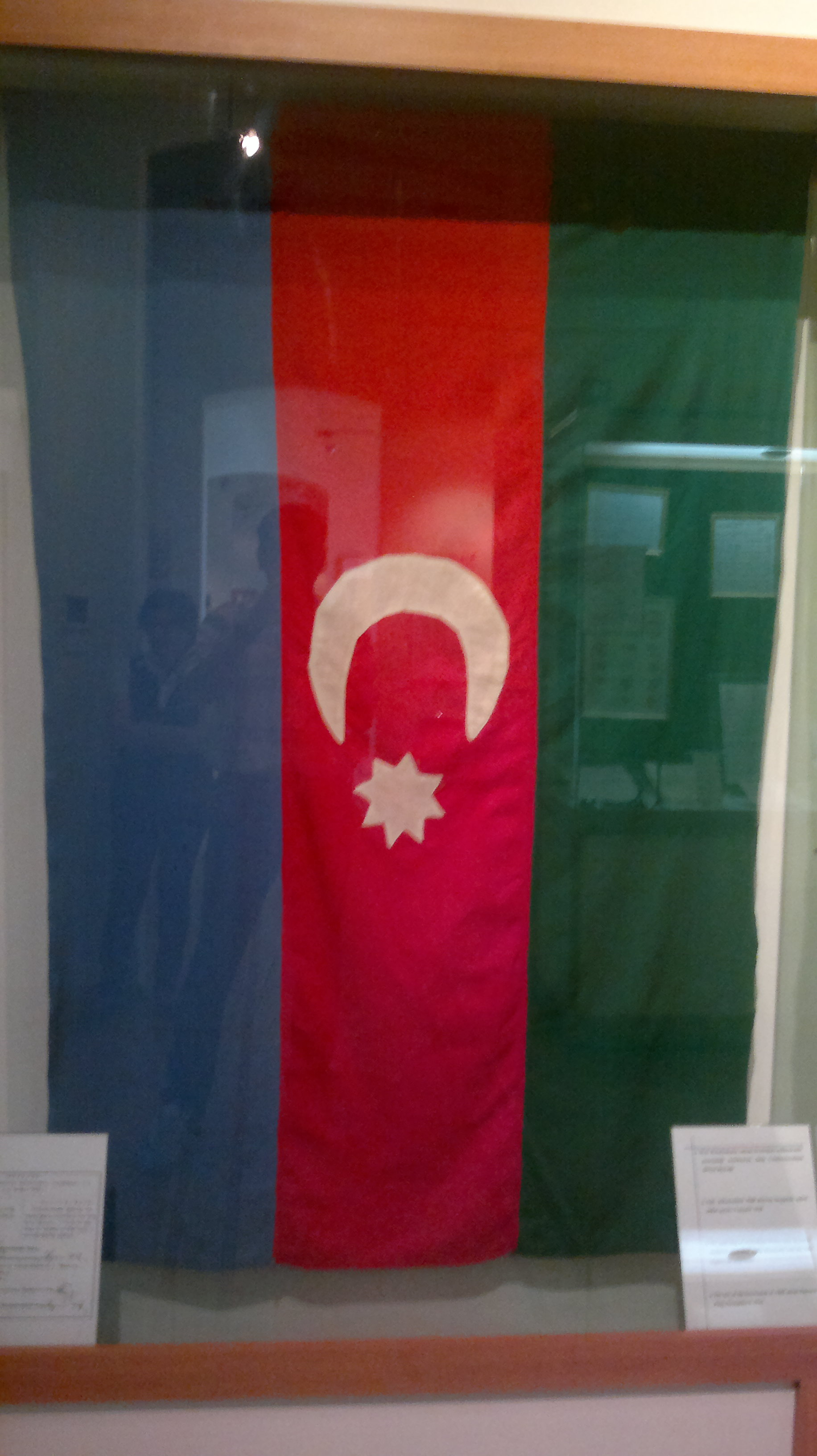
Staatsflagge der Demokratischen Republik Aserbaidschan, hergestellt von Mammad Amin Rasulzade und dessen Frau während der Migration.

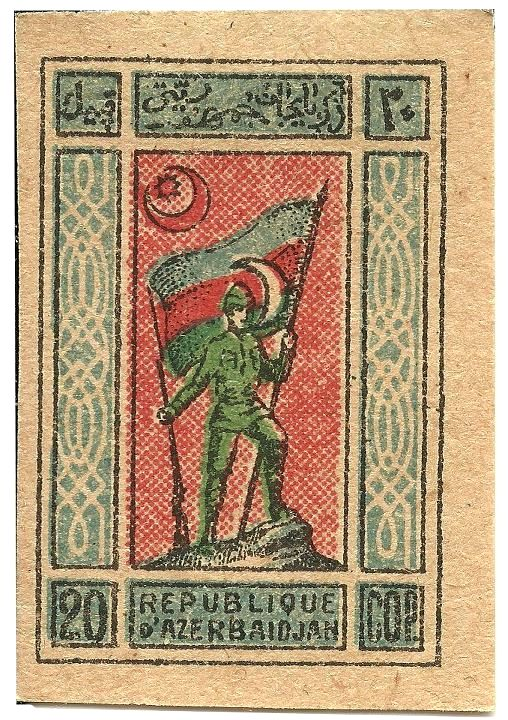
Flagge von 1918 bis 1920 mit großem Halbmond auf einer zeitgenössischen Briefmarke Aserbaidschans

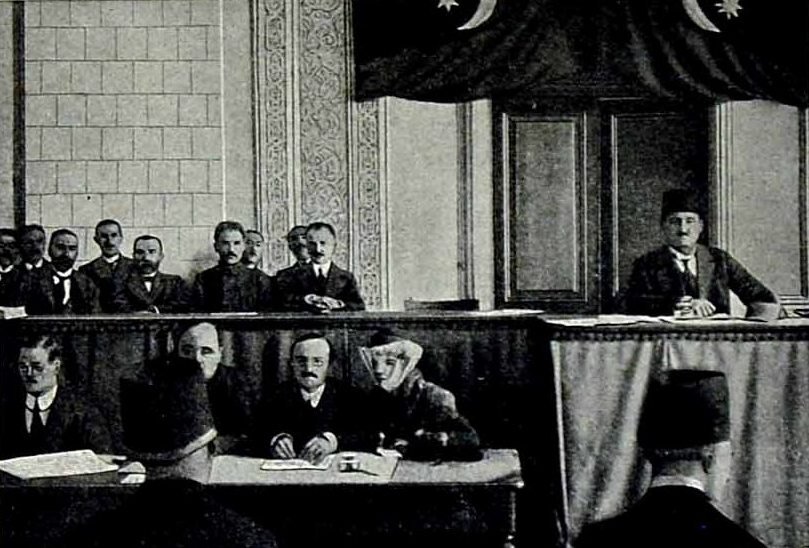
Sitzung des aserbaidschanischen Parlaments am 7. Dezember 1918. Über dem Gremium wurden zwei Flaggen angebracht: Links eine Trikolore mit Halbmond und Stern im roten Mittelstreifen und rechts die türkisch beeinflusste Flaggenversion mit dem roten Tuch und dem weißen Halbmond und Stern.

Das Grunddesign der heutigen Flagge wurde im Frühjahr 1917 vom aserbaidschanischen Dichter Ali Bey Hussein Zade für das Muslim-Konzil in Baku entworfen. Doch damals reichten die Spitzen des Halbmondes, im Gegensatz zur heutigen Flagge, in die beiden äußeren Streifen hinein. Nach dem Zusammenbruch des Russischen Reichs wurde am 28. März 1918 die unabhängige Demokratische Republik Aserbaidschan ausgerufen.
Am 21. Juni 1918 nahm das aserbaidschanische Parlament eine auf Basis der Osmanischen Flagge geschaffene Nationalflagge an, die den „türkischen Charakter“ der neuen Republik ausdrücken sollte. Diese neue Flagge bestand aus einem roten Grundtuch, dem mittig ein weißer Halbmond und ein achtzackiger Stern aufgelegt war. Der Halbmond symbolisierte nach damaliger Auffassung den Islam und der achtzackige Stern sollte die acht perso-arabischen Buchstaben darstellen, aus denen der Name Aserbaidschan (persisch آزربيجان, DMG Āzarbāiǧān) gebildet wurde. Doch bereits am 9. November 1918 genehmigte das Parlament die Einführung einer neuen Flagge, die auf Basis des 1917 vorgestellten Design beruhte. Einige Varianten dieser Flagge führten bereits damals den Halbmond und Stern nur im roten Streifen. Dieser lag entweder in der Flaggenmitte oder war zum Liek versetzt.

Aserbaidschanische Flagge im Frühjahr 1917

Aserbaidschanische Flagge zur Zeit des Muslimkonzils, Baku 1917
Flagge der Demokratischen Republik Aserbaidschan vom 21. Juni bis 9. November 1918

Flagge der Demokratischen Republik Aserbaidschan, 9. November 1918 bis 1920

Ab dem 22. April war die Republik Teil der Transkaukasischen Föderation, die am 26. Mai zerbrach. Ihre Flagge bestand aus drei horizontalen Streifen in Gelb-Schwarz-Rot.
Bereits am 8. Mai 1918 wurde die Sowjetkommune von Baku gegründet. Deren Flagge zeigte den Staatsnamen in goldener Schrift auf rotem Grund. Die Kommune existierte nur wenige Wochen, doch bereits am 14. August 1918 wurde die Zentralkaspische Diktatur gegründet, die von den Briten unterstützt wurde. Sie bestand bis zum 15. September. Ihre Flagge zeigte drei horizontale Streifen in Hellblau-Rot-Hellblau.
Die Türkei besetzte das Land im September 1918, zog sich aber bereits im November wieder zurück, worauf die Briten das Gebiet besetzten. Die Republik existierte bis zum April 1920, als sowjetische Truppen Aserbaidschan besetzten.

Transkaukasische Föderation, April bis Mai 1918
Zentralkaspische Diktatur, August bis September 1918

Als Teil der jungen Sowjetunion führte Aserbaidschan ab 1920 diverse Flaggen. Die erste Flagge war eine rote Flagge mit einem gelben Halbmond und einem Stern in der linken oberen Ecke. Zwischen 1921 und 1922 verwendete die Aserbaidschanische SSR eine rote Fahne mit den kyrillischen Buchstaben ССРА („SSRA“). In einigen Versionen waren die Buchstaben durch ein grünes Kanton unterlegt. Zwischen dem 12. März 1922 und dem 5. Dezember 1936 war Aserbaidschan Teil der Transkaukasischen SFSR. 1936 erhielt die Aserbaidschanische SSR wieder eine eigene Flagge, eine rote Flagge mit den Buchstaben AzSSR und Hammer und Sichel. Ab 1939 wurde der kyrillische Schriftzug АзССР verwendet.
Ab dem 7. Oktober 1952 führte die Sozialistische Sowjetrepublik eine Flagge nach dem Entwurf des Malers K. M. A. Kjazimzade. Sie war einfarbig rot mit einem schmalen, horizontalen blauen Streifen an der Unterkante, welcher für das Kaspische Meer und für das Turkvolk der Aserbaidschaner stand.
Nahe dem Fahnenmast zeigte die Flagge in der Mitte des roten Streifens in Gold Hammer, Sichel und fünfzackiger Stern. Auf der Rückseite der Flagge befanden sich kein Hammer und Sichel.

1:2   Flagge der Aserbaidschanischen SSR, 1920 bis 1921
1:2   Flagge der Aserbaidschanischen SSR, 1921 bis 1922
1:2   Flagge der Aserbaidschanischen SSR, 1921 bis 1922
1:2   Flagge der Transkaukasischen SFSR, 1922 bis 1936

1:2   Flagge der Aserbaidschanischen SSR, 1937 bis 1939
1:2   Flagge der Aserbaidschanischen SSR, 1939 bis 1952
1:2   Flagge der Aserbaidschanischen SSR, 1952 bis 1991

## Militärische Flaggen Aserbaidschans
Die Flagge der Marine Aserbaidschans folgt sowjetischer Tradition. Eine Weiße Fahne mit rotem Halbmond und Stern, ein Anker und Wellen am unteren Rand. Sie wird allerdings nicht als Seekriegsflagge oder Gösch, sondern nur als zeremonielle Flagge verwendet.

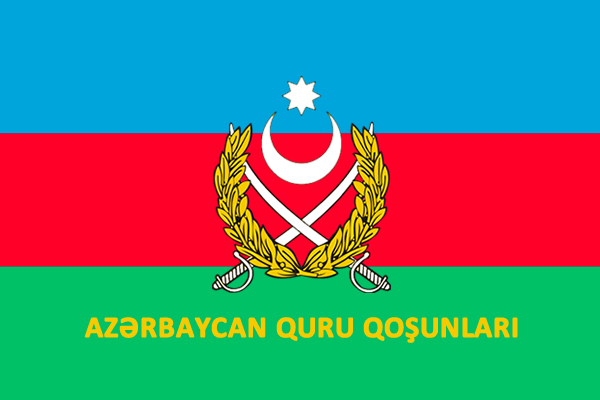
Flagge der Landstreitkräfte
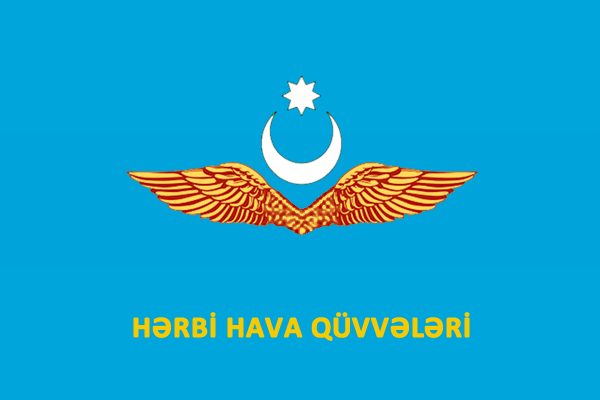
Flagge der Luftwaffe
Flagge der Marine
Dienstflagge zur See
Flagge des Oberbefehlshabers der Streitkräfte (dem Präsidenten)

## Politische Flaggen
Die Staatsflagge Aserbaidschans wurde in leicht abgeänderter Form Parteifahne der KP-Nachfolgerin und jetzigen Regierungspartei Yeni Azərbaycan („Neues Aserbaidschan“). Aserbaidschans älteste Partei, die 1911 gegründete Müsavat Partiyası, führte ursprünglich eine hellblaue Flagge mit 45 Halbmonden und Sternen. Inzwischen verwendet sie eine Flagge mit nur einem großen Halbmond und Stern.

Ehemalige Flagge der Müsavat Partiyası

## Nachitschewan
Die Autonome Republik Nachitschewan verfügte während Sowjetzeiten über eine eigene Flagge. Es handelte sich um eine typische Flagge im sowjetischen Stil, rote Grundfarbe, Hammer und Sichel und der Name der ASSR in Gelb. Auf der Rückseite fehlten Symbole und Beschriftung. Inoffiziell gibt es heute eine Flagge in diverse Varianten mit drei horizontalen Streifen in Blau, Rot und Gelb, gelben Halbmond und Stern.

1:2   Nachitschewan ASSR

## Bergkarabach
Die Republik Bergkarabach ist ein stabilisiertes De-facto-Regime, das völkerrechtlich zu Aserbaidschan gehört. Es verwendet eine Variante der Flagge Armeniens, welche den politischen Willen des Anschlusses Bergkarabachs an Armenien symbolisiert.

Republik Bergkarabach

## Südaserbaidschan
Die Südaserbaidschanische Erweckungsbewegung (SANAM), eine Separatistenbewegung im iranischen Südaserbaidschan, verwendet eine Flagge, die sich von der Nationalflagge Aserbaidschans ableitet.

Südaserbaidschanische Erweckungsbewegung

## Trivia

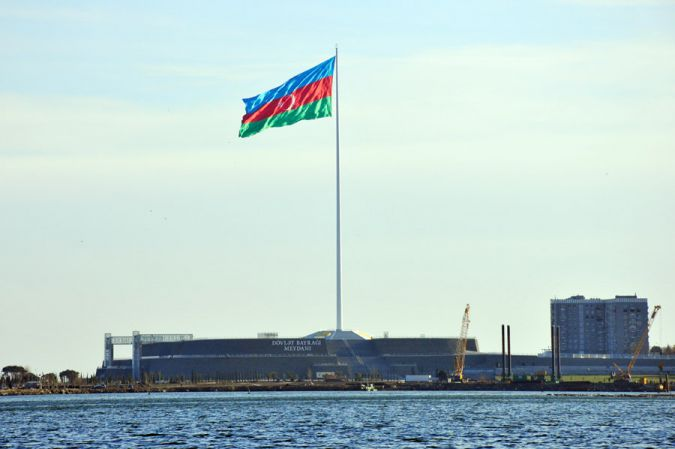
Platz der Staatsflagge (2011)

In Baku steht auf dem Platz der Staatsflagge (Dövlət Bayrağı Meydanı) der mit 162 m dritthöchste Flaggenmast der Welt. Er wurde 2011 als Spitzenreiter von einem Mast in Duschanbe (Tadschikistan) abgelöst, der wiederum selbst 2014 von einem Mast in Dschidda (Saudi-Arabien) abgelöst wurde. Die aserbaidschanische Flagge soll etwa 2450 m² groß (35 × 70 m) sein und 250 kg wiegen.